# Биљни лекар (часопис)
Биљни лекар је стручни часопис који излази од 1956. године. Бави се заштитом биља.

### Историјат
Часопис "Биљни лекар" почео је излазити 1956. године у Београду, у издању Друштва за заштиту биља Србије, основаног две године пре тога (1954). Под тим називом, мењајући само логотип, непрекидно је излазио до 1977. године. Почетком 1978. године, "Биљни лекар" фузионисао се са сличним ("Биљна заштита", Загреб), у нови, заједнички часопис "Гласник заштите биља", као гласило Савеза Друштава за заштиту биља бивше СФРЈ, чије издавање је настављено у Загребу. Распадом државе, поменути часопис престаје да буде заједнички, чиме, од средине 1991. године, настаје вакуум, односно период неизвесности "Биљног лекара".
Тих година, тачније 1993, мада су времена била у сваком погледу изузетно тешка, рађа се идеја о обнављању издавања часописа. Након опсежних припрема током 1994, почетком наредне, 1995. године, часопис "Биљни лекар" почиње поново да излази, да би, ево, напунио и 15 година обновљеног излажења. Први Главни и одговорни уредник обновљеног издавања био је академик Душан Чампраг (1995-1996), потом проф. др Стеван Јаснић (1997-2002), проф. др Сретен Стаменковић (2003-2008) и тренутно др Татјана Кереши, ванр. проф. (од 2009).

### Периодичност излажења
Уз доста напора и рада, током 1995-2009, издато је 90 редовних бројева, у 69 свезака (било је 11 двоброја), на 9.276 страница, као и шест ванредних бројева (1998, 1999-два, 2000, 2002 и 2009) и један додатак (уз број 4/1998), на укупно 668 страна, што свеукупно чини скоро 9.950 страна.
У протеклих 15 година, објављено је 869 радова из области заштите биља, као и 1.762 краћа или опширнија прилога, у оквиру сталних или повремених рубрика

## Уредници
- Главни и одговорни уредник: др Татјана Кереши

### Уредници области
- Болести и сузбијање: др Ференц Баги
- Штеточине и сузбијање: др Татјана Кереши
- Корови и сузбијање: др Васкрсија Јањић
- Средства за заштиту биља: др Сања Лазић
- Машине у заштити биља: др Рајко Бугарин
- Секретар: Соња Вучинић

## Теме
Обрађује следеће области : 
- Болести и сузбијање - 278 радова (или 32,0%),
- Штеточине и сузбијање - 316 (36,4%),
- Корови и сузбијање - 117 (13,5%),
- Средства за заштиту биља - 26 (3,0%),
- Машине у заштити биља - 53 (6,1%) и
- Остали радови (општа тематика) - 79 (9,1%).